# Mame Madior Boye
Mame Madior Boye (* 7. Dezember 1940 in Saint-Louis) ist eine senegalesische Juristin und Politikerin. Sie war von 2001 bis 2002 Premierministerin des Senegal.

## Leben
Mame Boye war nach ihrer Ausbildung als Staatsanwältin und Richterin tätig. Nach dem Rücktritt des bisherigen Regierungschefs Moustapha Niasse ernannte sie der seit 2000 regierende Präsident Abdoulaye Wade zu seiner Nachfolgerin und damit zur ersten Frau, die in Senegal zur Leitung des Ministerrats berufen wurde. Zuvor war sie seit Mai 2000 Justizministerin. Sie trat ihr Amt am 3. März 2001 an. Gestärkt wurde die Regierung durch die Parlamentswahlen am 29. April 2001. Sie gehört wie Abdoulaye Wade der Partei Parti Démocratique Sénégalais (PDS). Ihre Amtszeit endete mit ihrer Entlassung durch den Präsidenten am 4. November 2002. Er begründete diesen Schritt später mit mangelnder Kommunikation zwischen der Regierung und ihm. Unmittelbarer Anlass war das Unglück der Fähre Le Joola vor der Küste Gambias Ende September. Dabei hatte es über 1800 Todesopfer gegeben.
Im September 2004 berief sie die Afrikanische Union zur Sonderbeauftragten für den Schutz von Zivilisten bei bewaffneten Konflikten.
Am 12. September 2008 erließ der französische Richter Jean-Noël Wilfrid internationale Haftbefehle gegen Mame Madior Boye und weitere ranghohe senegalesische Amtsträger, darunter den Ex-Minister der Streitkräfte, den Ex-Minister für Verkehr sowie hohe Armee- und Marineangehörige, wegen mutmaßlicher Mitverantwortung für das Sinken der Fähre Le Joola. Im Juni 2009 hob das Pariser Berufungsgericht die Haftbefehle auf. Bei der zuvor stattfindenden Verhandlung hatten sich die vom senegalesischen Staat beauftragten Anwälte auf die Immunität der Minister und Artikel 101 der Verfassung Senegals berufen, wonach nur Handlungen, die diese in Ausübung ihres Amtes begangen haben, dem Obersten Gerichtshof unterworfen sind.